# Doerak (kaartspel)

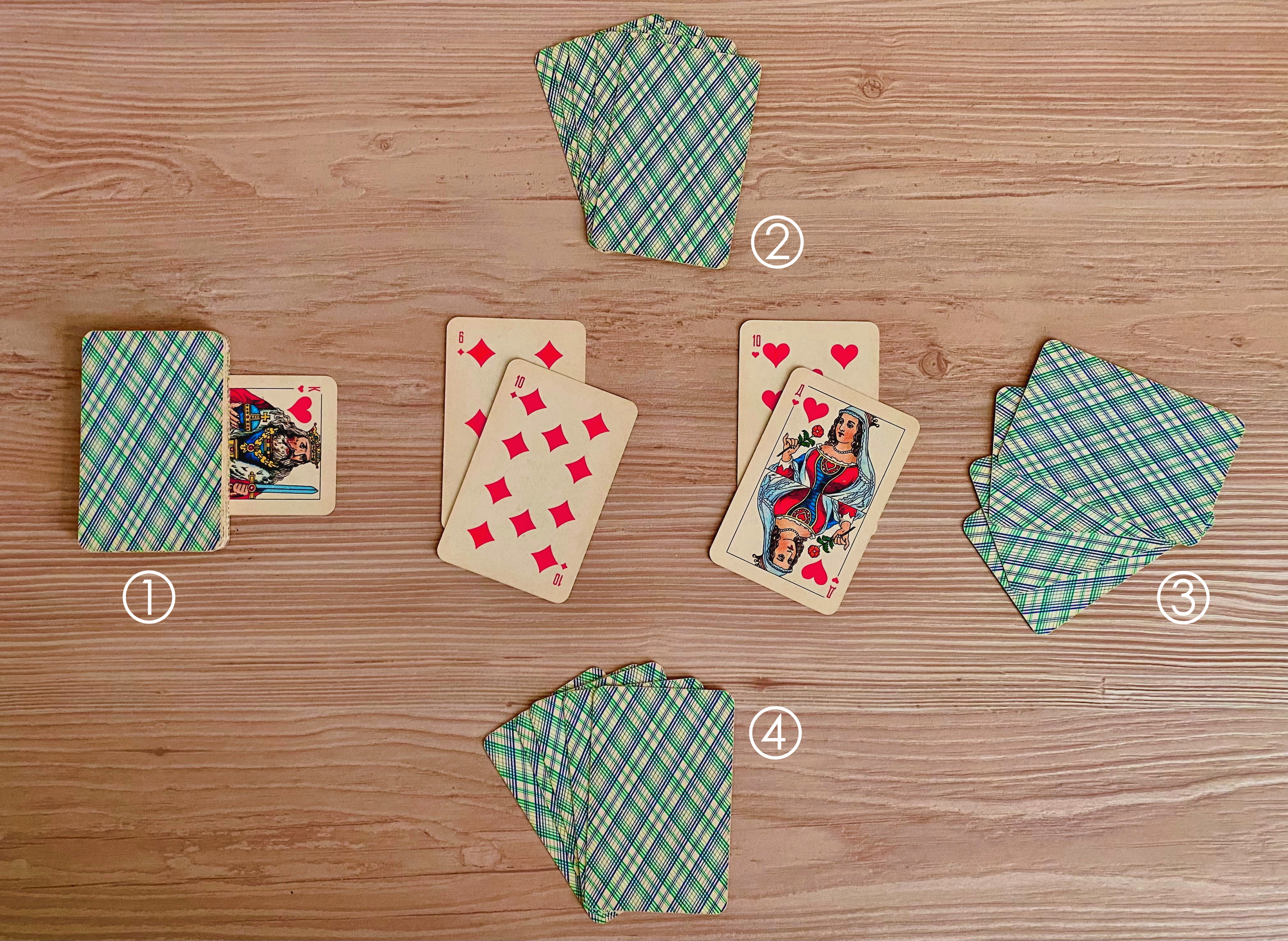
Kaarten gelegd tijdens een spel Doerak
1 – deck, 2 – first attacker, 3 – defender, 4 – next attacker

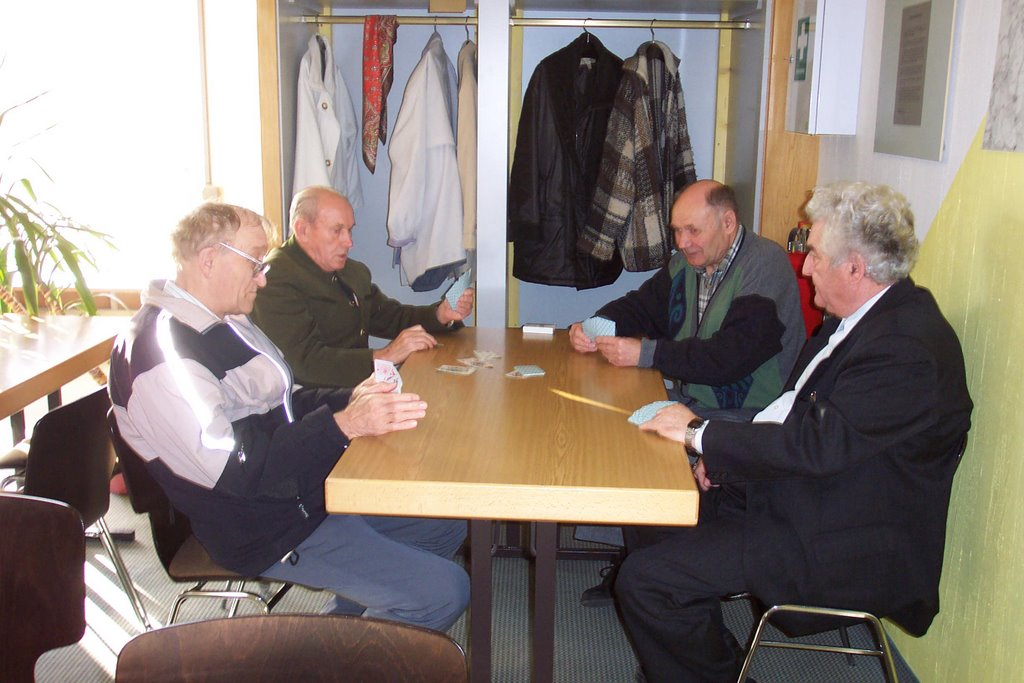
Een groepje senioren tijdens een spel Doerak (2002)

Doerak of durak is een Russisch kaartspel dat in Rusland erg populair is en gespeeld wordt door 2 tot 6 spelers. Het doel van het spel is als eerste de kaarten in de hand kwijt te raken. De verliezer die met kaarten in de hand overblijft wordt de 'doerak' (Russisch voor 'domkop') genoemd.

## Spelregels
Doerak wordt gespeeld in meerdere varianten, afhankelijk van het aantal spelers, de streek en stad. Onderstaand een versie voor twee personen:
1. Er wordt gespeeld met een pak van 36 kaarten: vier kleuren (harten, ruiten, schoppen, klaveren). Elke kleur van 6 tot en met aas.
2. De volgorde van de kaarten is van hoog naar laag is: aas, heer, vrouw, boer, 10, 9, 8, 7, 6
3. De kaarten worden geschud. De deler geeft zichzelf en de tegenspeler elk zes kaarten. Elke speler neemt zijn kaarten op en bekijkt deze. Deze kaarten heten: de hand.
4. De overige 24 kaarten worden in een stapeltje gesloten neergelegd. Dit heet de stok.
5. De onderste kaart van de stok wordt opengelegd met de beeldzijde naar boven. Deze onderste kaart wordt kruislings onder de stok gelegd, zodat nog wel zichtbaar blijft wat de waarde en de kleur is. Deze onderste kaart bepaalt welke kleur troef is.
6. De gever begint met spelen. Vanuit zijn hand legt hij een kaart open op tafel.
7. De tegenspeler heeft nu de keuze om de kaart te slaan met een hogere kaart van dezelfde kleur of een troefkaart (lees verder bij punt 8) of als hij niet wil of kan slaan een kaart te kopen van de stok (lees verder bij punt 15).
8. Slaan betekent bij een opengelegde kaart op tafel een kaart van dezelfde kleur neer te leggen van hogere waarde, of als de kleur niet de troefkleur is een troefkaart (dit heet introeven). De troefkleur ‘slaat’ alle andere kleuren. Als er een troefkaart is opengelegd kan een slag alleen met een hogere troefkaart genomen worden. Als de tegenspeler een kaart kan en wil slaan legt hij zijn hogere kaart dan wel troefkaart op de opengelegde kaart. Hij heeft dan een slag gemaakt. Deze twee kaarten worden omgedraaid en terzijde gelegd op een stapeltje, dit heet de afgooistapel.
9. Als de slag is gemaakt, wordt het aantal kaarten in de handen van beiden spelers aangevuld tot beiden minstens zes kaarten hebben. Dit aanvullen gebeurt door een kaart af te nemen van de stok en toe te voegen aan de kaarten van de hand. Het aanvullen gebeurt in strikte volgorde: eerst neemt degene die de slag heeft gemaakt, daarna de tegenspeler.
10. Als een speler na een slag zes kaarten of meer in hand heeft, dit kan voorkomen als hij kaarten heeft gekocht (lees verder bij punt 15), neemt hij na de slag geen kaart van de stok. Pas als het aantal kaarten in de hand lager is dan zes wordt een kaart van de stok genomen.
11. De speler die de slag gehaald heeft, komt na de slag uit. Dit doet hij door een kaart open op tafel te leggen. Daarna volgt het proces vanaf punt 7.
12. Als er geen kaarten meer in de stok zijn kan de hand niet meer worden aangevuld. De spelers gaan dan door met spelen op dezelfde manier als beschreven vanaf punt 7 maar dan zonder de hand aan te vullen.
13. De speler die het eerst al zijn kaarten uit de hand heeft gespeeld is de winnaar.
14. De speler die nog met kaarten in zijn hand blijft zitten, verliest en wordt de ‘doerak’ (‘domkop’) genoemd.
15. Als de tegenspeler de opengelegde kaart niet wil of kan slaan (slaan is niet verplicht) omdat of hij de kaart in zijn hand wil hebben, of geen hogere kaart van dezelfde kleur of troefkaart heeft, koopt hij de opengelegde kaart. Kopen betekent dat hij de opengelegde kaart opneemt en bij de kaarten in zijn hand voegt.
16. Nadat de eerst opengelegde kaart is gekocht door de tegenspeler, voegt de speler die de kaart had opengelegd, indien hij minder dan zes kaarten in de hand heeft, een kaart vanaf de stok aan zijn hand toe. Vervolgens legt hij weer een kaart vanuit zijn hand open tafel. Dan volgt het proces zoals beschreven vanaf punt 7.

## Trivia
In de roman De idioot door F.M. Dostojewski speelt de hoofdfiguur vorst Mysjkin het spel doerak met Aglaja Jepantsjina. De vorst - de idioot van de titel van de roman wint tot ergernis van Aglaja het spel steeds.